# Nycasius de Clibano
Nycasius de Clibano spesso citato anche come Nicasius e Casijn, (fl. fra il 1457 e il 1497) è stato un compositore e cantore fiammingo, membro della Scuola franco fiamminga e probabilmente attivo soltanto nella sua terra natale, il sud dei Paesi Bassi.

## Biografia
Era il padre del più noto Jheronimus de Clibano e di Jan de Clibano, quest'ultimo noto per essere stato soltanto un cantore. Nycasius nacque probabilmente nel sud dei Paesi Bassi e sembra abbia trascorso la sua intera vita a 's-Hertogenbosch. Per la prima volta compare in alcune fonti in questa città nel 1457, quando entrò nella Confraternita di Nostra Signora (Illustre Lieve Vrouwe Broederschap). L'anno seguente si sposò e nel 1466 o 1467 divenne membro della confraternita, salendo di rango nella gerarchia ecclesiastica negli anni 1470. Fra le sue incombenze vi era quella del reclutamento di nuovi cantori da altre città. Un suo viaggio a Cambrai e Anversa è documentato e consistette in una missione alla ricerca di nuovi membri per il coro. Nel 1493 o 1494 divenne maestro del coro. Le ultime notizie sulla sua vita datano al 1497 e nel 1498 Matthaeus Pipelare prese il suo posto alla confraternita, presumibilmente a causa della sua morte, anche se l'evento non è documentato.
Solo un pezzo è considerato attribuibile a lui con ragionevole certezza, un Credo Vilayge, esistente in diverse fonti, anche se queste attribuzioni sono contestate.

## Opere
- Credo Vilayge (esistente in fonti diverse)
- Missa Et super nivem dealbabor (di Nycasius o di suo figlio Jheronimus; indicata come di "De clibano" in una fonte della Biblioteca Vaticana).